# Билонни монети
Билонни (от лат. billo – монета, съдържаща мед) са тези монети, чиято номинална стойност превишава стойността на съдържащия се в тях метал и разходите за тяхното производство. Те са заместители на златото, само знаци за стойността. Обслужват дребни плащания на стоки и услуги и само ограничено играят ролята на платежно средство.
Думата произлиза от латинскита billo, която означава „монета, съдържаща метала мед“ или само „средство за разплащане“. Във Франция думата billon се употребява за нископробно сребро.
Използването на тези монети датира още от периода на Древна Гърция. През 6 – 5 век пр.н.е. някои полиси на остров Лесбос са използвали такива монети, направени от 60% мед и 40% сребро.
Както през периода на Древна Гърция, така и през Средновековието примесите постепенно намаляват до 2% сребро в монета. 
От 1933 г. във всички страни започва поетапно въвеждането само на билонни монети. Те се секат от сребро от невисока проба, мед, никел, алуминий и други сравнително евтини метали. Емитирането им е ограничено от потребностите на паричния оборот. 